# Gracias por fumar
Gracias por fumar (Thank You for Smoking) es una película estadounidense del año 2005 dirigida por Jason Reitman y protagonizada por Aaron Eckhart. La cinta se basa en la novela homónima de Christopher Buckley, que narra de forma satírica la historia del portavoz de unas compañías tabacaleras llamado Nick Naylor, quien se encarga de hacer lobby en contra de los estudios científicos que ligan el consumo de tabaco con el cáncer de pulmón.

## Argumento
Nick Naylor (Aaron Eckhart) es el vicepresidente de la Academia de Estudios del Tabaco, entidad que tiene como objetivo buscar las relaciones entre el consumo de cigarrillos y cualquier posible mal para sus consumidores. Curiosamente esta empresa es financiada en gran parte por las empresas tabacaleras del país y cuando Nick habla de los resultados de sus estudios, el tabaco nunca sale perdiendo. Esa es la habilidad especial de Nick: hablar y persuadir, poniendo en duda que sea perjudicial para la salud y apoyando la elección personal. Naylor se reúne semanalmente con sus amigos y colegas de profesión que trabajan para las industrias de las bebidas alcohólicas y de las armas; en broma se llaman a sí mismos los "mercaderes de la muerte" o "The MOD Squad".
A medida que aumentan las campañas contra el tabaco y el número de fumadores jóvenes declinan, Naylor sugiere que la colocación de productos de cigarrillos podría volver a aumentar las ventas de cigarrillos. Su jefe envía a Naylor a Los Ángeles a negociar para la colocación de cigarrillos en las próximas películas. Naylor lleva a su joven hijo Joey con la esperanza de conectarse con él. Al día siguiente, Naylor es enviado a reunirse con Lorne Lutch, el hombre de los anuncios de cigarrillos Malboro que ahora está haciendo campaña en contra de los cigarrillos. Naylor ofrece con éxito a Lutch una maleta de dinero por su silencio. Durante el viaje de regreso, Nick le enseña la belleza de la argumentación a su hijo.
El Senador Finistirre, uno de los críticos más vehementes de Naylor, es el promotor de un proyecto de ley para incluir la advertencia ''VENENO'' en los envases de cigarillos. Durante un debate televisado con Finistirre, Naylor recibe una amenaza de muerte de una persona que llama. A pesar de la amenaza, Naylor planea presentarse ante comité del senado para combatir a Finistirre. Naylor es entonces secuestrado y cubierto de parches de nicotina por un grupo clandestino. Despierta en un hospital, se entera de que tiene muy alto nivel de tolerancia a la nicotina como resultado de su hábito de fumar y ello le ha salvado de la muerte por envenenamiento de la nicotina, pero ahora es hipersensible a la nicotina y nunca podrá fumar de nuevo.
Mientras tanto, Naylor es seducido por una joven periodista llamada Heather Holloway. Naylor le dice a Holloway todo acerca de su vida, carrera e información,  y ella lo expone en un artículo que es publicado justo después del secuestro. Su artículo golpea implacablemente a Naylor y su obra, la exposición de soborno de Lutch, el esquema de producto-colocación, y a los mercaderes de la muerte. Toda la simpatía del público debido al secuestro de Naylor se evapora, y Naylor es despedido por BR.
Naylor cae en una depresión hasta que Joey le ayuda a recuperar la integridad en su trabajo de defensa de las corporaciones de las cuales casi nadie siente que merezcan una defensa. Rejuvenecido, Naylor dice la prensa acerca de su romance con Holloway y promete limpiar los nombres de todas las personas mencionadas en su artículo. También declara que seguirá apareciendo ante el comité del Senado. En la audiencia, Naylor admite los peligros de fumar, pero sostiene que la conciencia pública ya es lo suficientemente alta, sin advertencias adicionales. Se hace hincapié en la elección del consumidor y la responsabilidad y, para consternación de senador Finistirre, afirma que si las compañías tabacaleras son culpables de las muertes relacionadas con el tabaco, entonces el estado de Finistirre (Vermont), como un importante productor de queso, es igualmente culpable de las muertes causadas por el exceso de colesterol.
BR felicita a Naylor por el discurso y le ofrece su antiguo trabajo, pero Naylor tiene un cambio de corazón. Al ver las grandes tabacaleras resolver las reclamaciones de responsabilidad, Naylor comenta que le queda justo a tiempo. También menciona que Heather fue humillada al ser despedida por el periódico por su artículo y está trabajando como reportera meteorológica en una estación de noticias local. Naylor apoya el nuevo interés de su hijo en el debate y abre una firma de cabildeo privado. El escuadrón MOD continúa reuniéndose con nuevos miembros que representan a las industrias de comida rápida, petróleo y biopeligros. Mientras consulta representantes de la industria de teléfonos móviles preocupados por las afirmaciones de que los teléfonos móviles causan cáncer cerebral, narra: "Michael Jordan juega a la pelota. Charles Manson mata gente. Yo hablo. Todo el mundo tiene un talento..."

## Reparto
- Aaron Eckhart como Nick Naylor.
- Cameron Bright como Joey Naylor.
- Katie Holmes como Heather Holloway.
- Maria Bello como Polly Bailey.
- David Koechner como Bobby Jay Bliss.
- William H. Macy como Senador Ortolan Finistirre.
- Robert Duvall como Capitán.
- J.K. Simmons como "BR".
- Marianne Muellerleile como Profesora de Joey.
- Kim Dickens como Jill Naylor.
- Rob Lowe como Jeff Megall.

## Premios
| Año  | Categoría                                            | Persona                                              | Resultado |
| ---- | ---------------------------------------------------- | ---------------------------------------------------- | --------- |
| 2005 | Globo de Oro a la mejor película - Comedia o musical | Globo de Oro a la mejor película - Comedia o musical | Nominada  |
| 2005 | Globo de Oro al mejor actor - Comedia o musical      | Aaron Eckhart                                        | Nominado  |